# Sphecodes subconfertus
Sphecodes subconfertus is een vliesvleugelig insect uit de familie Halictidae. De wetenschappelijke naam van de soort is voor het eerst geldig gepubliceerd in 1865 door Sichel.